# Reglas de Westgard

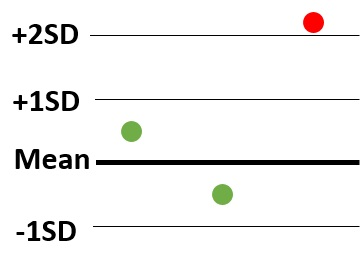
Distribución de las Reglas de Westgard.

Las reglas de Westgard son un conjunto de reglas utilizadas para el control de calidad de laboratorio. Son un conjunto con derechos de autor de las reglas modificadas de Western Electric, desarrollado por James Westgard y provisto en sus libros y seminarios sobre control de calidad.

## Reglas
Regla 1-2s: Alerta
Regla 1-3s: Indica si un control evaluado excede el límite de 3 DE. Detecta un error aleatorio inaceptable y el inicio de un posible error sistemático. Mandatorio.
Regla 2-2s: Cuando dos puntos consecutivos exceden del mismo lado 2 DE. Si se produce esto, se detecta un error sistemático. Alerta.
Regla R-4s: Cuando dos valores consecutivos de diferentes controles se encuentra uno por debajo de menos 2 veces la DE y otro por arriba de 2 veces la DE. Si ocurre, se está en presencia de un error aleatorio. Mandatorio.
Regla 4-1s: Cuando 4 resultados de control superan 1 DE del mismo lado. Posible error sistemático y se resuelve calibrando o mantenimiento del sistema. Alerta.
Regla 10-x: Diez puntos consecutivos se encuentran del mismo lado por encima o debajo de la media. Para un control indica una diferencia que debe ser considerada como alerta.
Las reglas 1, 3 y 5 son de alerta, o sea que si se incumple alguna de estas reglas se debe activar una revisión de los procedimientos de la prueba, chequeo de los reactivos y calibración de los equipos. Las reglas 2 y 4 son mandatarias, es decir, si alguna de ellas no se cumple se deben rechazar los resultados.